# Damir Memišević
Damir Memišević (* 22. Januar 1984 in Banja Luka) ist ein ehemaliger bosnisch-herzegowinischer Fußballspieler.

## Karriere
Damir Memišević begann seine Karriere bei der zweiten Mannschaft des SV Werder Bremen, von wo er 2005 zum FK Željezničar Sarajevo wechselte. 2007 ging der Verteidiger zum russischen Verein Terek Grosny. Nach einer Saison kehrte er nach Sarajevo zurück. 2011 wurde er vom kasachischen Verein FK Taras verpflichtet. Dort blieb er aber nur ein Jahr, ehe sein Ein-Jahres-Vertrag auslief. Er blieb eine lange Zeit vereinslos und kehrte 2016 in seine Heimatstadt zum BSK Banja Luka zurück, wo er 2017 seine Karriere beendete.
Bis 2006 war er Teil der bosnischen U-21-Nationalmannschaft und bestritt 10 Spiele.